# Marquisat de Saluces
XIIe siècle – 1549
Entités précédentes :
- Marche de Turin

Entités suivantes :
- Royaume de France
- États de Savoie (Principauté de Piémont)

Le marquisat de Saluces ou Saluzzo (it. : Marchesato di Saluzzo) est un ancien marquisat ou marche italien situé dans les Alpes entre l'Italie et la France, dont la capitale est Saluces.

## Territoire

Carte de l'Italie en 1494.

Le marquisat de Saluces fait partie des États alpins avec le duché de Savoie ou encore le marquisat du Montferrat. Centré sur la ville de Saluces, il contrôle les vallées alpines comprises entre la Stura di Demonte et le Pô. Cette situation permettait aux seigneurs de Saluces de contrôler l'un des passages alpins entre la France (Dauphiné et Provence) et le Piémont.
Il appartient aujourd'hui à la province de Coni (sauf quelques enclaves dans la province d'Asti et la Cité Métropolitaine de Turin).

## Histoire
Le territoire du marquisat de Saluces était inclus sans la partie méridionale de l'ancienne marche d'Ivrée. Entré dans les domaines de la Maison Alérame au XIe siècle il est fait mention d'un marquisat avec Manfred Ier de Saluces vers 1125[style à revoir].

### Le problème de la suzeraineté entre la Savoie et le Dauphiné
Le marquisat, du fait de son rôle géostratégique alpin, devient un enjeu pour les comtes de Savoie. Dès le XIIe siècle, il existe un différend entre Manfred II et le comte, se concluant par un hommage du marquis au comte. Cet hommage est renouvelé soixante ans plus tard par Manfred III. Cependant, la famille de Saluces tente régulièrement de récupérer son autonomie. Ainsi vers 1210, la marquise Adélaïde se fait reconnaître feudataire du dauphin du Viennois, maison déjà en conflit avec  celle de Savoie. Cette dualité se termine partiellement en 1413 par l'hommage au comte Amédée VIII de Savoie, jusqu'en 1483 où le marquis Louis II entre en guerre contre le duc Charles Ier de Savoie. En 1536, lors de la huitième guerre d'Italie, le duché de Savoie et le marquisat sont occupés par les troupes de François Ier. À la fin du conflit opposant le roi français à l'empereur Charles Quint, le duc de Savoie recouvre sa souveraineté sur Saluces. Toutefois, la France, ayant hérité du Dauphiné depuis 1349, réclame aussi le droit de suzeraineté, rendant la question insoluble entre les deux prétendants.

### De l'occupation française et traité de Lyon (1601)
En 1537, le marquisat de Saluces est conquis par la France. Après la mort du dernier marquis de Saluces, Gabriel, la France prend possession du marquisat où onze gouverneurs se succèdent entre 1537 et 1588. 
- 6 mars 1537 : Jean d'Humières (mort en juillet 1580)
- août 1538 : Jean-Jacques Barbe ou de Barba
- 21 aout 1548 au 15 février 1555 : Antoine Croignet
- 10 juillet 1550 : Charles Ier de Cossé
- 31 mars 1559 au 12 décembre 1562 : Imbert de La Platière, maréchal de France
- 5 avril 1567 : Louis IV de Gonzague-Nevers 4e duc-pair de Nevers
- 19 octobre 1574 Charles de Birague
- 13 septembre 1579 : Roger de Saint-Lary de Bellegarde
- fin 1579 : César de Saint-Lary seigneur de Bellegarde
- 9 avril 1580 : Bernard de Nogaret marquis de La Valette
- 27 septembre 1580 : Albert de Gondi 1er duc-pair de Retz

Profitant des guerres de religion en France, le duc de Savoie, Charles-Emmanuel Ier, s'empare de Saluces en 1588, avec le soutien de l'Espagne (dont le roi, Philippe II, est le père de sa femme, Catherine Michelle d'Espagne (1567┼1597). Sa politique belliqueuse a pour conséquence une seconde occupation de ses territoires par les troupes françaises d'Henri IV en 1600.
Le traité de Paris est signé en 1600, mais le conflit continue. L'année suivante, le traité de Lyon règle les différends territoriaux entre le roi de France Henri IV et le duc de Savoie Charles-Emmanuel Ier. Les États de Savoie perdent définitivement la Bresse, les pays du Bugey et de Gex ainsi que le Valromey, mais gagnent en échange le contrôle de Saluces.

## Les marquis de Saluces
| Armes de Saluces | Les armes des Del Vasto (it), marquis de Saluces se blasonnent ainsi : D'argent, au chef d'azur. |

Après la mort de Boniface Del Vasto (it), de la maison Alérame, le territoire du marquisat passe à son fils aîné Manfred vers 1125 (?) et ce jusqu'à la disparition de la branche principale en 1549.
À la fin du XIe siècle, un certain Boniface de Saluces épouse Alix de Savoie, fille du comte Pierre Ier de Savoie. Ils ont une fille Sibylle de Saluces qui épouse en 1129 Guilhem VI de Montpellier, de la maison de Montpellier.
Marquisat de Saluces de 1142 à 1548.
Le marquis Manfred II de Saluces (1145-1215) épouse Alasie de Montferrat (1160-1252) qui lui donne Boniface II de Saluces.
Le marquis Boniface II de Saluces (1182-1212) épouse Marie de Lacon-Gunale (1185-?) qui lui donne Manfred III de Saluces.
Le marquis Manfred III de Saluces (1210-1244) épouse Béatrice de Savoie (mort en 1259), fille du comte Amédée IV de Savoie (1197-1253), qui lui donne Thomas Ier de Saluces.
Le marquis Thomas Ier de Saluces (1240-1290) épouse Louise de Ceva qui lui donne Jean Ier de Saluces.
Le marquis Jean Ier de Saluces (1260-1344), épouse en 1290 la comtesse de Moncusco (1265-?) qui lui donne une fille, Béatrice de Saluces (1295-?). 
Le marquis Thomas III de Saluces a écrit à la fin du XIVe siècle, alors qu'il était prisonnier à Turin, un roman courtois et fantastique intitulé Le Chevalier errant, obéissant aux principes exposés dans le célèbre Roman de la Rose écrit au XIIe siècle par Jean de Meung.
Le marquis Ludovic II de Saluces (1475-1504) et comte de Carmagnole, fut un adversaire déterminé du comte Charles Ier de Savoie se ralliant aux rois de France dans leurs campagnes en Italie. Condottière et mécène, il créa l'atelier monétaire de Carmagnole en 1480. Son monument funéraire, œuvre du sculpteur Benedetto Briosco, se trouve à l'intérieur de l'église San Giovanni. il épouse Marguerite de Foix.
En 1548, le marquis Jean Gabriel Ier de Saluces meurt sans héritier direct et le marquisat est alors rattaché à la France. Marguerite de Saluces Cardé transmet ses droits sur Saluces à ses deux maris, le maréchal de Termes puis le petit-neveu de celui-là, Roger Ier de Saint-Lary de Bellegarde. 
Domaine de la maison de Savoie
En 1588, le duc de Savoie Charles-Emmanuel Ier le Grand, allié à l'Espagne par son mariage, profita des guerres de religion pour s'emparer du marquisat de Saluces. La possession lui fut définitivement confirmée par le traité de Lyon de 1601 signé avec le roi de France Henri IV.

## Filiations
- Manfred de Saluces (vers 1395-v.1435), dit marquis de Saluces, maréchal de Savoie.

## Possessions
Liste non exhaustive des possessions tenues en nom propre ou en fief des marquis de Saluces.
- Château de Château-Neuf, à Cessens